# Modjo
Modjo — французький музичний дует, що працює у стилі френч-гауз:
продюсер Romain Tranchart і вокаліст Ян Дестаньоль (фр. Yann Destagnol) (aka Yann Destal). Найбільший успіх мав сингл «Lady (Hear Me Tonight)». Заснований 1998 року в Парижі.

## Дискографія
Альбоми
2001 — Modjo
Сингли
- 2000 — «Lady (Hear Me Tonight)»
- 2000 — «Chillin'»
- 2001 — «What I Mean»
- 2001 — «No More Tears»
- 2002 — «On Fire»